# Jhargram (Distrikt)
Jhargram (bengalisch ঝাড়গ্রাম Jhaṛgrām) ist ein Distrikt des indischen Bundesstaats Westbengalen. Verwaltungs- und Wirtschaftszentrum ist die gleichnamige Stadt Jhargram.

## Geographie
Der Distrikt Jhargram liegt im Südwesten des Bundesstaats Westbengalen und grenzt im Nordwesten an den Distrikt Purulia, im Norden an den Distrikt Bankura, im Osten an den Distrikt Paschim Medinipur, im Süden und Südwesten an den indischen Bundesstaat Odisha sowie im Westen an den indischen Bundesstaat Jharkhand. Der Distrikt hat eine Fläche von 3024,38 km² und liegt teilweise auf dem Chota Nagpur Plateau. Die bedeutendsten Gewässer sind die Flüsse Subarnarekha und Kangsabati.

### Klima
Die durch den Südwestmonsun verursachte Regenzeit dauert von Juni bis Anfang Oktober. In dieser Zeitspanne fällt ein Großteil der gesamten Regenmenge des Jahres. Danach folgt bis in den März der Winter mit Temperaturen um die 20 Grad und sehr wenig Niederschlag. Die dritte Jahreszeit, der Sommer, dauert von Mitte März bis Juni mit Temperaturen von 32 bis 38 Grad.

## Geschichte
Im Altertum und Mittelalter gehörte es nacheinander zu verschieden buddhistischen und hinduistischen Reichen. Bengalen war bis in das 13. Jahrhundert eine Hochburg des Buddhismus. Im frühen 14. Jahrhundert fiel das Gebiet an das Sultanat von Delhi und war von 1352 bis 1574 Teil des Sultanats von Bengalen. Im Jahr 1574 wurde es Teil des Mogulreichs. Nach der Schlacht von Buxar wurde das Gebiet des heutigen Distrikts bis 1948 Teil der Präsidentschaft Bengalen. Nach dem Ersten Weltkrieg entstand die Jhargram subdivision als Teil des Distrikts Midnapore (Medinipur). Nach Aufteilung des Distrikts Medinipur war der heutige Distrikt Teil des neuen Distrikts Paschim Medinipur. Am 4. April 2017 spaltete sich die Jhargra subdivision von diesem Distrikt ab und wurde zum Distrikt Jhargram.

## Bevölkerung
Anmerkung: der Distrikt wurde zwar erst 2017 geschaffen, doch gab es die deckungsgleiche Jhargram subdivision. Die Ergebnisse von 1901 bis 1961 sind im District Census Hand Book des Distrikts Midnapore aus dem Jahr 1966 aufgeführt. Die Zahlen ab 1971 sind die Ergebnisse der indischen Volkszählungen für die Subdivision Jhargram im Distrikt Medinipur (Midnapore).

### Einwohnerentwicklung
In den ersten Jahrzehnten des 20. Jahrhunderts wuchs die Bevölkerung wegen Seuchen, Krankheiten und Hungersnöten nur schwach. Seit der Unabhängigkeit Indiens hat sich die Bevölkerungszunahme gesteigert. Während die Bevölkerung in der ersten Hälfte des 20. Jahrhunderts nur um rund 28 % zunahm, betrug das Wachstum in den fünfzig Jahren zwischen 1961 und 2011 110 %. Die Bevölkerungszunahme zwischen 2001 und 2011 lag bei nur 12,75 % oder rund 129.000 Menschen. Offizielle Bevölkerungsstatistiken der heutigen Gebiete sind seit 1901 bekannt und veröffentlicht.
| Jahr      | 1901    | 1911    | 1921    | 1931    | 1941    | 1951    | 1961    | 1971    | 1981    | 1991    |
| Einwohner | 360.282 | 366.627 | 350.134 | 389.130 | 426.245 | 461.703 | 540.953 | 658.105 | 745.118 | 874.745 |

### Bedeutende Orte
Im Distrikt gibt es nur zwei Orte, die als Städte (towns und census towns) gelten. Deshalb ist der Anteil der städtischen Bevölkerung im Distrikt relativ gering. Denn nur 67.436 der 1.136.548 Einwohner oder 5,93 % leben in städtischen Gebieten. Die beiden Städte sind:

### Volksgruppen
In Indien teilt man die Bevölkerung in die drei Kategorien general population, scheduled castes und scheduled tribes ein. Die scheduled castes (anerkannte Kasten) mit (2011) 228.510 Menschen (20,11 Prozent der Bevölkerung) werden heutzutage Dalit genannt (früher auch abschätzig Unberührbare betitelt). Die scheduled tribes sind die anerkannten Stammesgemeinschaften mit (2011) 333.848 Menschen (29,37 Prozent der Bevölkerung), die sich selber als Adivasi bezeichnen. Zu ihnen gehören in Westbengalen 39 Volksgruppen. Da der heutige Distrikt Jhargram 2011 noch zum Distrikt Paschim Medinipur gehörte, ist eine Aufgliederung nach Volksgruppen nicht möglich (da die Zahlen nur bis Distriktshöhe aufgegliedert sind). Doch anhand der Sprachverteilung ist klar, dass ein Großteil der scheduled tribes zu den Munda-Völkern gehört. Die Anteile der scheduled tribes schwanken von Block zu Block stark. Im Block Binpur II gehören 65.722 Menschen oder 39,95 %, im Block Gopiballavpur I 36.819 Menschen oder 34,01 % und im Block Nayagram 56.887 Menschen oder 40,01 % der Einwohnerschaft zu den anerkannten Stammesgemeinschaften; dagegen im Stadtkreis Jhargram nur 6077 Personen oder 9,84 % der Einwohnerschaft.

### Bevölkerung des Distrikts nach Sprachen
Eine überwältigende Mehrheit der Bevölkerung spricht eine indoarische Sprache. Zu dieser Sprachgruppe zählen im Distrikt alle Personen, die Bengali, Kurmali Thar, Hindi und Odia als Muttersprache benutzen. Eine klare Mehrheit der Einwohnerschaft spricht Bengali. Sie ist Mehrheitssprache in allen Blocks und erreicht Anteile zwischen 59,88 % im Block Nayagram und 89,16 % in der Stadt Jhargram. Die anderen indoarischen Sprachen erreichen in keinem Block mehr als 3,8 % Bevölkerungsanteil.
Die Munda-Sprachen als Zweig der austroasiatischen Sprachfamilie sind die zweite bedeutende Sprachgruppe im Distrikt. Zu ihnen gehören Santali, Mundari, Munda und Koda/Kora. Insgesamt 229.370 Menschen oder 20,18 % der Gesamtbevölkerung sprechen eine dieser vier Sprachen. Im Block Nayagram sprechen 29,76 % der Einwohnerschaft oder 42.313 Personen, im Block Binpur II 41.577 Personen oder 25,27 % der dortigen Bevölkerung Santali. Diese Sprache hat in allen acht Blocks eine große Sprecherzahl. Mundari wird hauptsächlich in den Blocks Gopiballavpur I, Gopiballavpur II, Nayagram und Sankrail gesprochen. Und Munda konzentriert sich auf die Blocks Gopiballavpur II, Nayagram und Sankrail. Die meistgesprochenen Sprachen zeigt die folgende Tabelle:
| 2011                                   | 877.713 | 77,23 | 212.097 | 18,66 | 13.310 | 1,17 | 13.060 | 1,15 | 5723 | 0,50 | 3265 | 0,29 | 2846 | 0,25 | 948 | 0,08 | 1.136.548 | 100,00 % |
| Quelle: Ergebnis der Volkszählung 2011 |         |       |         |       |        |      |        |      |      |      |      |      |      |      |     |      |           |          |

### Bevölkerung des Distrikts nach Bekenntnissen
Eine klare Mehrheit in allen acht Blocks der Bevölkerung sind Hindus, in den Blocks Gopiballavpur I (97,85 %), Gopiballavpur II (97,27 %), Jhargram (91,02 %) und Sankrail (96,35 %) sogar mit Anteilen über 90 Prozent.
Mit der Anhängerschaft der Traditionellen Religionen und den Muslimen gibt es zwei bedeutende religiöse Minderheiten. Die Munda-Sprechenden stellen fast alle Angehörigen der Traditionellen Religionen. Sie fallen unter die Rubrik andere Religionen. Besonders stark vertreten sind sie in den Blocks Binpur I (16,29 % Bevölkerungsanteil), Binpur II (24,60 % Bevölkerungsanteil), Jamboni (15,15 % Bevölkerungsanteil) und Nayagram (11,26 % Bevölkerungsanteil).
Die Muslime haben ihre Hochburgen in den Blocks Binpur I, Jamboni (6,78 % Bevölkerungsanteil) und Sankrail, bleiben aber mit Ausnahme von Jamboni in einem Bereich unter vier Prozent in den anderen Blocks. Die genaue religiöse Zusammensetzung der Bevölkerung zeigt folgende Tabelle:
| Jahr                                   | Buddhisten | Buddhisten | Christen | Christen | Hindus  | Hindus | Jainas | Jainas | Muslime | Muslime | Sikhs | Sikhs | Andere  | Andere | keine Angaben | keine Angaben | Total     | Total    |
| Jahr                                   | Zahl       | %          | Zahl     | %        | Zahl    | %      | Zahl   | %      | Zahl    | %       | Zahl  | %     | Zahl    | %      | Zahl          | %             | Zahl      | %        |
| -------------------------------------- | ---------- | ---------- | -------- | -------- | ------- | ------ | ------ | ------ | ------- | ------- | ----- | ----- | ------- | ------ | ------------- | ------------- | --------- | -------- |
| 2011                                   | 175        | 0,02       | 5078     | 0,44     | 984.194 | 86,60  | 73     | 0,01   | 27.967  | 2,46    | 193   | 0,02  | 111.767 | 9,83   | 7101          | 0,62          | 1.136.548 | 100,00 % |
| Quelle: Ergebnis der Volkszählung 2011 |            |            |          |          |         |        |        |        |         |         |       |       |         |        |               |               |           |          |

## Verwaltungsgliederung
Der Distrikt Jhargram besteht aus den acht C.D. Blocks Binpur I, Binpur II, Gopiballavpur I, Gopiballavpur II, Jamboni, Jhargram, Nayagram und Sankrail und gliedert sich weiter in die 79 Dorfverwaltungen (Gram Panchayat) in 2995 Ortschaften.